# Freshta Karim
Freshta Karim és una activista afganesa pels drets dels infants i presentadora de televisió. Va ser nomenada com una de les 100 dones de la BBC el 2021.

## Biografia
Frestha Karim va començar als 12 anys, apareixent la televisió infantil i produint reportatges sobre l'estat dels drets dels nens a l'Afganistan, i des d'aleshores ha continuat treballant en el camp. Es va graduar al 2016 amb un màster en polítiques públiques a la Somerville College, Universitat d'Oxford, Anglaterra, i després va tornar a Afganistan. Va crear una organització sense ànim de lucre d'una biblioteca mòbil anomenada Charmaghz, que es construeix dins d'un autobús llogat. Al país devastat per la guerra, on molts han perdut l'accés a l'educació, l'autobús viatja regularment per Kabul i s'atén principalment als nens. L'autobús ha recorregut els barris de la ciutat per portar llibres i activitats d'art a centenars de nens, on Karim sovint puja a l'autobús per llegir històries als passatgers. Actualment, el projecte està finançat per donacions privades i amics.
Karim va posar al descobert l'enorme sensació de pèrdua experimentada per totes les famílies afganeses després de dècades de conflicte, inclosa la seva. Durant el poderós discurs a la sessió informativa oberta sobre la Missió d'Assistència de les Nacions Unides a l'Afganistan, impartida a distància des d'Oxford, va explicar: «Totes les famílies afganeses, inclosa la meva, han perdut almenys un membre de la família a les dècades de guerra sense fi. Els nostres cementiris en són una prova, i les nostres terres són testimoni de la quantitat de sang humana que s'ha vessat», va dir al Consell de Seguretat. Tenint en compte les estructures de poder excloents dels talibans, Freshta també va demanar a les Nacions Unides que treballin amb totes les parts en la creació d'una estructura política que permeti la coexistència i acabi el cicle de guerra en què ha quedat atrapat l'Afganistan i evitar més pèrdues de vides.

## Premis i reconeixements
El 2021, va ser inclosa a la llista de les 100 dones més influents del món segons la BBC: 100 Women.